# Новий Радзіць
Новий Радзіць (пол. Nowy Radzic) — село в Польщі, у гміні Спічин Ленчинського повіту Люблінського воєводства.
Населення — 124 особи (2011).

## Демографія
Демографічна структура станом на 31 березня 2011 року:
|          | Загалом | Допрацездатний вік | Працездатний вік | Постпрацездатний вік |
| -------- | ------- | ------------------ | ---------------- | -------------------- |
| Чоловіки | 62      | 9                  | 46               | 7                    |
| Жінки    | 62      | 10                 | 34               | 18                   |
| Разом    | 124     | 19                 | 80               | 25                   |